# Joseph Le Bell
Joseph A. Le Bell (Merkwiller-Pechelbronn, 21 de janeiro de 1847 — Paris, 6 de agosto de 1930) foi um químico francês. É mais conhecido por seu trabalho em estereoquímica.

## Vida
Le Bel foi educado na École Polytechnique de Paris. Em 1874, ele anunciou sua teoria delineando a relação entre a estrutura molecular e a atividade óptica. Esta descoberta lançou as bases da ciência da estereoquímica, que lida com o arranjo espacial dos átomos nas moléculas. Essa hipótese foi proposta no mesmo ano pelo físico químico holandês Jacobus Henricus van 't Hoff e atualmente é conhecida como Regra de Le Bel-van't Hoff. Le Bel escreveu Cosmologie Rationelle (Rational Cosmology) em 1929.

## Trabalhos
- George Mann Richardson, Louis Pasteur, Jacobus van 't Hoff, Joseph Achille Le Bel, Johannes Wislicenus, The Foundations of Stereo Chemistry. Memórias de Pasteur, van't Hoff, Lebel e Wislicenus, Nova York, American Book Co. 1901. OCLC  2753817
- J. Maury, Joseph Achille Le Bel, Arthur Edmunds, Laugerie Basse: As Escavações de MJ-A. Le Bel, Le Mans, Monnoyer, 1925. OCLC 1742132